# Alexander Sergejewitsch Chodakowski

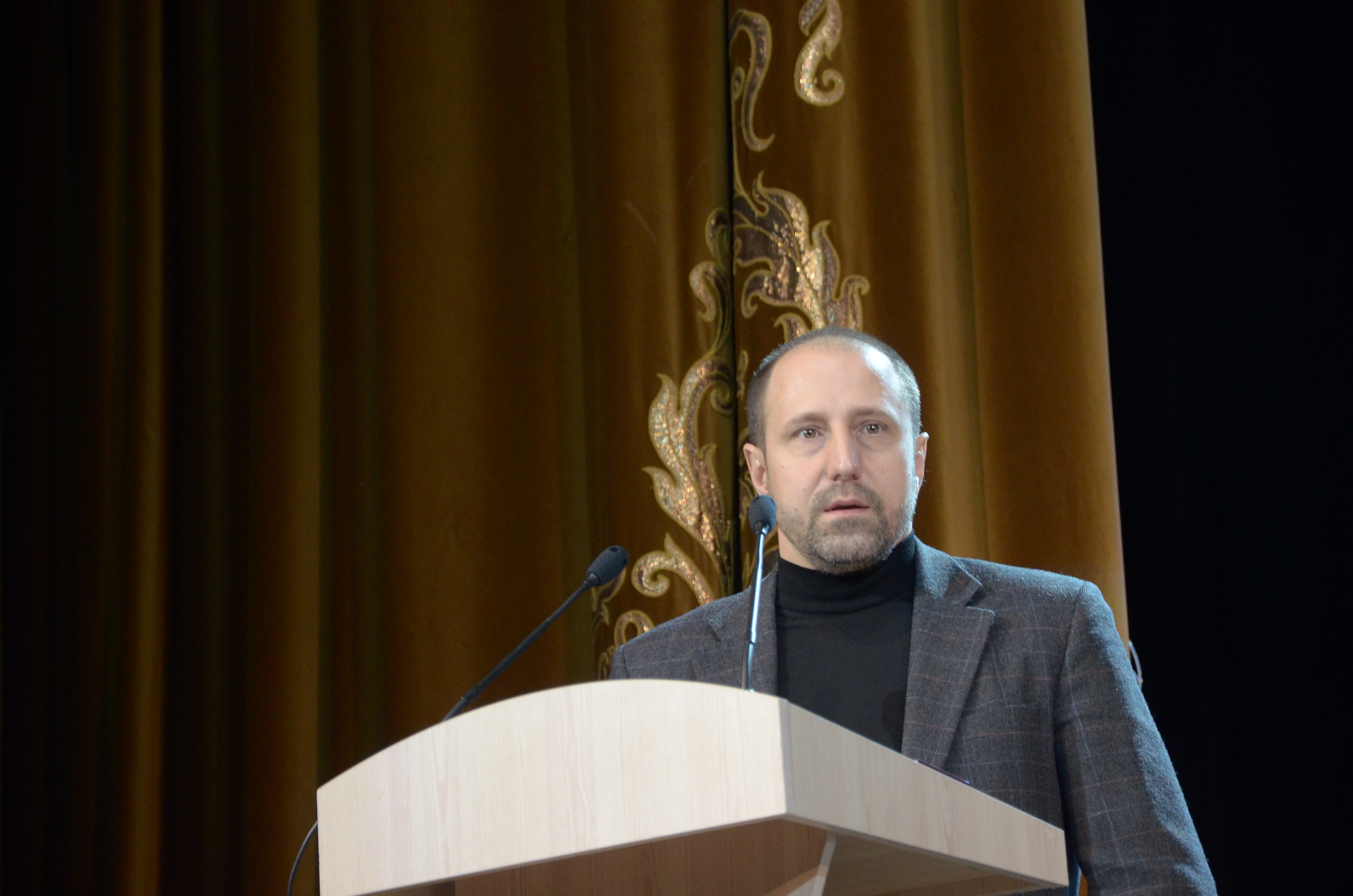
Alexander Chodakowski (2014)

Alexander Sergejewitsch Chodakowski (russisch Алекса́ндр Серге́евич Ходако́вский; ukrainisch Олександр Сергійович Ходаковський Oleksandr Serhijowytsch Chodakowskyj; * 18. Dezember 1972 in Donezk, Ukrainische Sozialistische Sowjetrepublik, UdSSR) ist ein politischer und militärischer Anführer der international nicht-anerkannten Volksrepublik Donezk (VD). Er war Minister für Staatssicherheit und Sekretär des Sicherheitsrates der „Volksrepublik“.

## Biographie
Zwischen 1990 und 1992 leistete Chodakowski seinen Militärdienst im 331. Fallschirmjägerregiment der Luftlandedivision im russischen Tula.
Chodakowski diente lange Zeit als Abteilungsleiter in der Spezialeinheit „Alfa“ der Sluschba bespeky Ukrakiny (SBU) in der Oblast Donezk. Mit dem Ausbruch des Krieges in der Ukraine im Februar 2014 schloss sich Chodakowski den pro-russischen Separatisten an und wurde Anführer der militärischen Einheit „Patriotische Kräfte vom Donbass“.
Vom November 2014 bis März 2015 hatte Chodakowski den Posten des Ministers für Staatssicherheit und Sekretärs des Sicherheitsrates der VR inne. 2015 wurde er als Abgeordneter der Bürgerbewegung „Volksrepublik Donezk“ in den Volksrat der VR der ersten Einberufung gewählt. Ende 2015 legte Chodakowski sein Abgeordnetenmandat ab und wechselte zur Opposition.
Im September 2022 widersprach Chodakowski der Moskauer Version zur Rechtfertigung des Angriffs auf die Ukraine sieben Monate zuvor, nach der die Ukraine einen Angriffskrieg vorbereitet habe. Die Truppen der VR Donezk hätten unter den Dokumenten der ukrainischen Streitkräfte, die ihnen bei den Kampfhandlungen in die Hände gefallen seien, keinen einzigen Hinweis darauf gefunden. Vielmehr habe sich die Ukraine auf einen Abwehrkrieg vorbereitet.

## Sonstiges
Der Name von Chodakowski wird im Zusammenhang mit dem Abschuss des Passagierflugzeugs MH 17 von Malaysia-Airlines erwähnt. Laut der Nachrichtenagentur Reuters soll Chodakowski in einem Interview bestätigt haben, dass das Buk-Raketensystem, mit dem die Maschine abgeschossen wurde, aus Russland in das von prorussischen Rebellen kontrollierte Gebiet der Ukraine transportiert und nach dem Einsatz wieder nach Russland zurückgebracht worden sei. Nach der Veröffentlichung des Interviews dementierte Chodakowski seine Aussagen.